# Кишиневский, Александр Анатольевич
Алекса́ндр Анато́льевич Кишине́вский (род. 7 мая 1954 года, Баку) — советский и российский футболист, тренер. Главный тренер молодёжного состава красноярского футбольного клуба «Енисей».

## Карьера футболиста
Родился в Баку. В 1957 году вместе с семьёй переехал в Красноярск.
Футбольную карьеру начинал в Красноярске. С 1972 по 1983 годы выступал за красноярский «Автомобилист». В футболке своей родной команды Кишиневский сыграл более 100 матчей и забил 72 мяча.
Был на просмотре в ЦСКА и «Спартаке», но не смог закрепиться в этих командах. В 1982 году получил предложение перейти в «Кубань», но отказался от него из-за давления одноклубников по «Автомобилисту».
В 1984 году уехал в «Кузбасс» из Кемерово, игравший в первой лиге чемпионата СССР. Сыграв за кемеровчан 114 матчей чемпионата и 7 кубковых встреч (в том числе с «Днепром» из высшей лиги в 1984 году), в 1987 году Кишиневский перебрался в ростовский СКА. Отыграв один сезон, футболист вернулся в Красноярск, где и закончил карьеру в 1989 году, сыграв 61 матч и забив 11 голов.
Известный российский тренер Александр Тарханов, игравший с Кишиневским в «Автомобилисте», вспоминал:
Саша Кишиневский был индивидуально сильный, хотя, наверное, чисто психологически он был немного не готов выступать на высоком уровне. А чисто по-футбольному — дриблинг, финты, которые он придумывал, — все на него смотрели с восхищением…

## Тренерская карьера
В 1990 году работал тренером красноярского «Торпедо».
В 1991 году молодой тренер Кишиневский возглавил правопреемник «Автомобилиста» — «Металлург». Позже заявлял, что именно он предложил переименовать команду, на что получил утвердительный ответ.
Под управлением Кишиневского красноярская команда провела два сезона в первом дивизионе, однако в 1994 году вылетела во вторую лигу. В 1995 году «Металлург» выиграл зону «Восток» и вернулся в первый дивизион. Спустя год после этого Кишиневский уехал в Ижевск, где работал с «Газовик-Газпромом», но не смог завоевать доверие и вернулся в Сибирь.
Поработав в назаровской «Виктории», абаканской «Реформации» и кировском «Динамо-Машиностроителе», в 2004 году вернулся на пост наставника «Металлурга». В 2005 году команда вновь поднялась в первую лигу, но через год вылетела обратно. После этого Кишиневский покинул должность главного тренера, оставшись в «Металлурге» тренером-консультантом. В июле 2007 года вернулся на свою предыдущую должность, но буквально через месяц окончательно ушёл из команды.
После увольнения из «Металлурга» Кишиневский уехал в Якутию, где работал в местном любительском клубе «Факел-ШВСМ». Одновременно с этим поступил в высшую школу тренеров, где получил лицензию. По словам тренера, в Якутии он «с пользой провёл свободное время» и «много экспериментировал», что помогло ему успешно завершить обучение в ВШТ.
В январе 2009 года Кишиневский принял предложение новокузнецкого «Металлурга-Кузбасса». На посту главного тренера команды он находился ровно два года, после чего был уволен в связи с неудовлетворительными результатами.
В апреле 2011 года Кишиневский был приглашён на должность наставника любительского футбольного клуба «Реставрация» из Красноярска. В 2016 году после ликвидации команды перешёл в «Рассвет», получивший приставку «Реставрация».
27 января 2020 года стал главным тренером молодёжной команды «Енисея». В 2021 году возглавил команду «Енисей-2», ставшую выступать в ФНЛ-2 (Второй лиге).

## Семья
Дед — Александр Григорьевич Кишиневский (1903 — ?), еврей, уроженец Николаева. Жил в Баку, был репрессирован. В 1950-е годы работал на строительстве Красноярской ГЭС, отвечал за материально-техническое обеспечение. Внёс большой вклад в создание гидроэлектростанции вместе с её главным строителем Андреем Бочкиным.
Отец — Анатолий Кишиневский, боксёр. Окончил институт физического воспитания в Бакинском институте. Работал заместителем декана в Красноярском педагогическом институте. Мать — тренер по гимнастике. Есть младший брат Владимир (род. 1960).
Сын — Евгений (род. 1975), экс-игрок ряда профессиональных клубов второго дивизиона, футбольный арбитр, преподаватель в Красноярском государственном педагогическом университете на кафедре физической культуры и здоровья. До 2016 года помогал отцу в тренерской работе.

## Вне спорта
В свободное время играет на пианино и увлекается чтением, предпочитая историческую и футбольную литературу.

## Достижения

### В карьере тренера
- Чемпион первенства России среди команд II дивизиона в зоне «Восток»: 1995, 2005